# Hélder Sousa
Hélder Bruno Macedo Sousa (13 ottobre 1977) è un ex calciatore portoghese, di ruolo difensore.